# United Launch Alliance

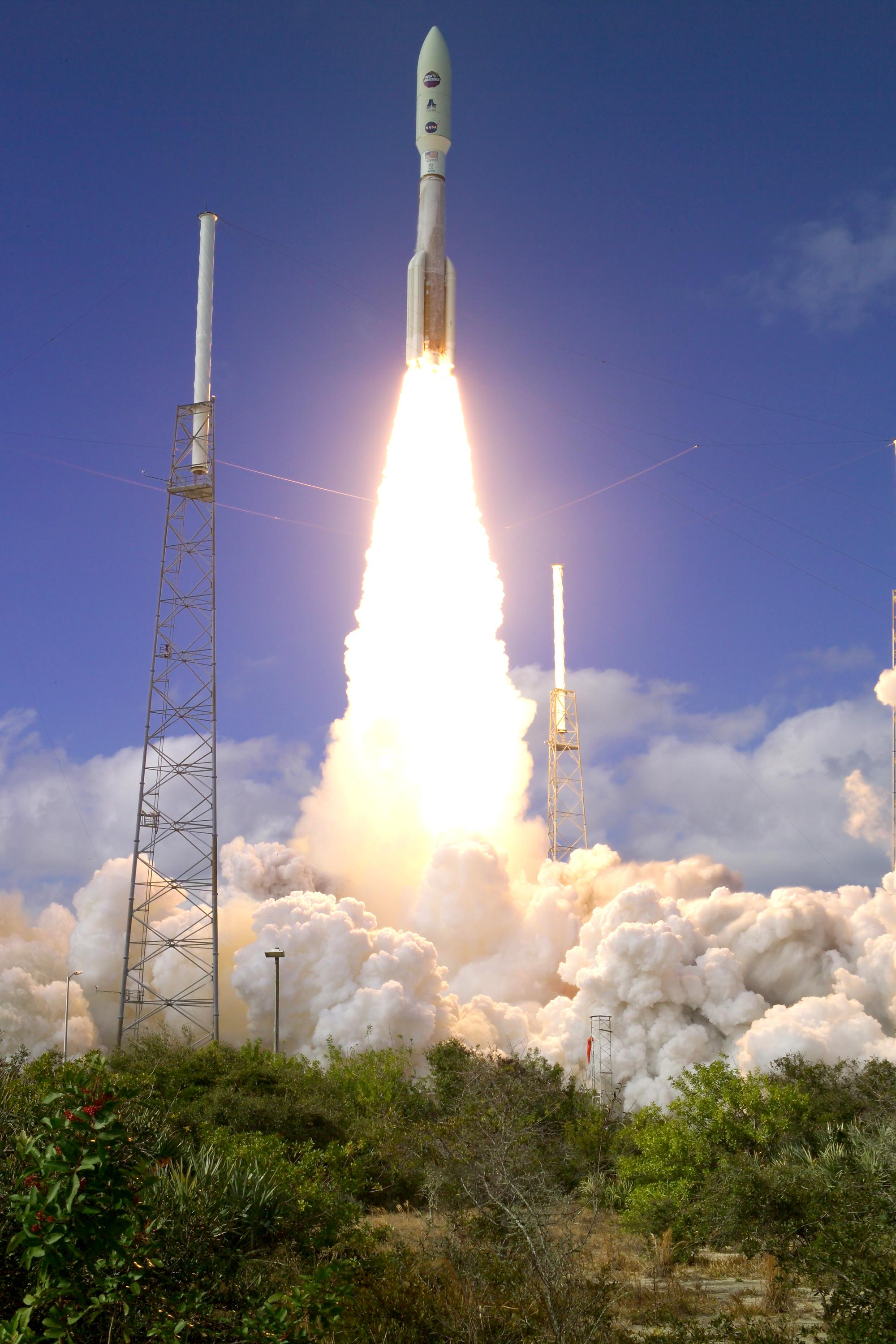
Atlas V - 551

United Launch Alliance (ULA) je společný podnik (joint venture) společností Boeing a Lockheed Martin. Podnik provozuje nosné rakety Atlas V a Delta IV. Hlavním zákazníkem jsou vládní agentury a armádní složky USA. Společnosti ohlásily vytvoření společného podniku 2. května 2005 a oficiálně byl podnik založen 1. prosince 2006. Hlavním přínosem bylo sjednocení výrobních a vývojových center a tím snížení nákladů. ULA vlastní výrobní podnik Boeingu v Decaturu v Alabamě, kde se provádí veškeré výrobní činnosti, a vývojové středisko Lockheedu v Harlingenu v Texasu a hlavní vývojové centrum v Littletonu v Coloradu.

## Odpalovací rampy
- Cape Canaveral Air Force Station
  - Startovací rampa 17A - Delta II
  - Startovací rampa 17B - Delta II
  - Startovací rampa 37B - Delta IV
  - Startovací komplex 41 - Atlas V

- Vandenberg Air Force Base
  - Space Launch Complex 2W -  Delta II
  - Space Launch Complex 6 - Delta IV
  - Space Launch Complex 3E - Atlas V